# Picumnus spilogaster
El Carpinterito Pálido, Carpinterito Ventriblanco o Telegrafista pálido (Picumnus spilogaster) es una especie de ave piciforme, perteneciente a la familia Picidae, subfamilia Picumninae, del género Picumnus.

## Subespecies
- Picumnus spilogaster orinocensis (Zimmer & Phelps, 1950)
- Picumnus spilogaster pallidus (E. Snethlage, 1924)
- Picumnus spilogaster spilogaster (Sundevall, 1866)

## Localización
Es una especie de ave que se encuentra localizada en Brasil, Guayana Francesa, Guyana y Venezuela.